# Gilsonia titana
Gilsonia titana (лат.) — ископаемый вид гигантских стрекозообразных насекомых из семейства Meganeuridae (Protodonata). Единственный представитель рода Gilsonia. Обнаружены в ископаемых отложениях конца каменноугольного периода Европы (Франция) (303,7—298,9 миллионов лет назад). Это насекомое было намного крупнее своих современных родственников, стрекоз. Размеры его переднего крыла составляли 12 см в длину и 2,2 см в ширину.